# 英吉利克里克 (新澤西州)
英吉利克里克（英語：English Creek）是位於美國新澤西州大西洋縣的普查規定居民點。

## 人口
根據2020年美國人口普查的數據，英吉利克里克的面積為12.50平方千米，皆為陸地。當地共有人口3364人，而人口密度為每平方千米269.12人。